# فرودگاه اناکو
فرودگاه اناکو (به انگلیسی: Anaco Airport) (به زبان بومی: Aeropuerto de Anaco) یک فرودگاه همگانی با کد یاتا AAO است که یک باند فرود آسفالت دارد و طول باند آن ۱۲۶۰ متر است. این فرودگاه در کشور ونزوئلا قرار دارد و در ارتفاع ۲۲۰ متری از سطح دریا واقع شده است.